# Frank Dux
Frank W. Dux (født 13. juli 1956) er en amerikansk iværksætter, manuskriptforfatter og skuespiller. Han er mest kendt for at være protagonisten i kultfilmen Bloodsport, spillet af Jean-Claude van Damme. Frank Dux grundlagde den første amerikanske form for Ninjutsu, Dux Ryu Ninjitsu.

## Kampsportskarriere
Frank Dux blev ifølge ham selv introduceret til kampsport i Koga Yamabushi Ninjutsu af Senzo "Tiger" Tanaka, som trænede Dux, fra han var 13 år.
I 1970erne begyndte Dux at undervise Dux Ryu Ninjitsu. Han oprettede sin første skole i North Carolina i 1980.

## DUX FASST
Dux Ryu Ninjitsu er baseret på Koga Ninja principper om tilpasning og konstant forandring. Frank Dux udviklede "teknologien", han kalder "DUX FASST" (Focus-Action-Skill-Strategy-Tactic).
At forsøge at afdække hvad DUX FASST er, og hvad det ikke er, er som at forsøge at afdække et lyns skygge. Som en skygge tager det sin form fra den, som kaster den. Det bevæger sig med tøjlesløs uforudsigelighed; uden nogen chance for at vide, hvor og hvornår det næste gang slår ned med sin tordnende kraft, som er mere kraftig, end man kan forestille sig, og hurtigere, end øjet kan se. Det er, hvad det svarer til, metaforisk, at afdække DUX FASST.
Det er en kamsportstilgang, der i sin anvendelse er kompleks og fleksibel. Det er en problemløsende teknologi, da den fokuserer på at neutralisere en fysisk trussel. Den er baseret på, hvad der virker empirisk, snarere end hvad teori dikterer. Et vigtigt koncept i DUX FASST er inspirationen fra det, som Japansk kampkunst kalder "mushin" – en forkortelse af mushin no shin, som er et Zen-udtryk, der betyder "sind af intet sind". Det henviser til et sind, som ikke er i besiddelse af tanker eller følelser, og derfor er komplet åbent for alting.
Essensen af DUX FASST kan indkapsles i ét citat fra Bloodsport, i en scene hvor Tanaka og Frank Dux diskuterer, hvorvidt de skal fortsætte træningen: "Frank Dux: You told me to use any tactic that works, never to commit yourself to one style, TO KEEP AN OPEN MIND!"

## Polemik
Mange af Frank Dux's personlige påstande har været under debat. Dette gælder især hans påstand om at være vinder af den hemmelige undergrundsturnering "Kumite", som skildret i Bloodsport. Los Angeles Times hævdede i en ledende artikel, der er omdrejningspunktet fra den såkaldte "John Johnson LA Times debat", at Dux's Kumitetrofæ var bestilt og hentet blot få kilometer fra Dux's hjem i Sydcalifornien. Til gendrivelse af den påstand, brugte Frank Dux en kvittering med en ukorrekt stavning af hans navn, som Los Angeles Times havde brugt til at understøtte deres påstand. Frank Dux hævdede endvidere, at kvitteringen var dateret til 1979, som er 3 år efter, at Frank Dux blev fotograferet holdende sit trofæ. Et billede, der blev bragt i en artikel i Black Belt Magazine i november 1980. Disse gendrivelser førte til, at John Johnsons beskyldninger blev tilbagevist i retten (sagsnr: SC 046395).